# 計算機博物館

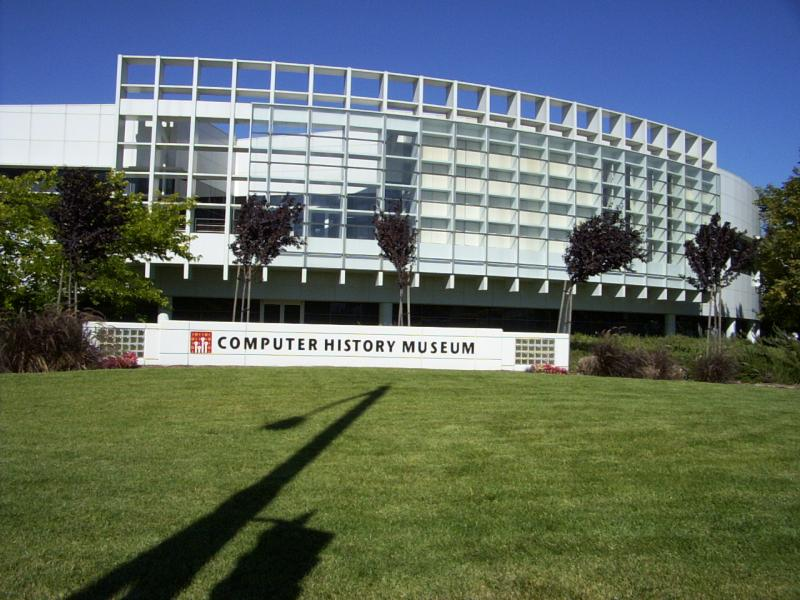
計算機歷史博物館

計算機博物館（Computer museum），專門研究具有歷史意義的計算機硬件和軟件，其中的「博物館」正如國際博物館協會所定義的一樣，是「為社會服務和開發的永久性機構，其向公眾開放的目的是為了教育和學習，同時保存、研究、交流以及展示人類和環境有形和無形的遺產」。
有些計算機博物館設於大型機構內，例如倫敦的科學博物館和慕尼黑的德意志博物館。其他的則致力於計算方面，例如加利福尼亞州山景城的計算機歷史博物館，蒙大拿州博茲曼市的美國計算機和機器人博物館，布萊切利公園的國家計算機博物館，劍橋的計算機歷史中心和濟州特別自治道的Nexon計算機博物館。其中有些專門介紹計算機早期的發展史，其他的則從第一台個人電腦開始介紹起，例如Apple I和Altair 8800、Apple II，以及較舊的麥金塔、康懋達國際、Amiga、IBM PC等，甚至其他更多稀少的電腦，例如史上第一台可攜式電腦Osborne 1。有些博物館關注研究和保護方面，其他的則更注重於教育和娛樂。當然還有包括了私人收藏，而其中大部分都可以透過預約參觀。

## 進一步閱讀
- Bell, Gordon (2011). Out of a Closet: The Early Years of the Computer Museums （页面存档备份，存于）. Microsoft Technical Report MSR-TR-2011-44.
- Bruemmer, Bruce H. (1987). Resources for the History of Computing: A Guide to U.S. & Canadian Records （页面存档备份，存于）. Charles Babbage Institute.
- Cortada, James W. (1990). Archives of Data-Processing History: A Guide to Major U.S. Collections. Greenwood